# エーデ
エーデ (Ede [ˈeːdə] ( 音声ファイル)) は、オランダのヘルダーラント州の56の基礎自治体（ヘメーンテ）のうちの一つ。
アムステルダム - ユトレヒト - アーネムを結ぶオランダ鉄道の幹線と市の中心部はやや離れており、幹線上の駅はエーデ＝ワーニンゲン駅である。市の中心部の駅は単線単ホームのEde Centrum駅で、エーデ＝ワーニンゲン駅よりAmersfoort行き(en:Nijkerk–Ede-Wageningen railway)へ乗り換えて一駅。
北東にデ・ホーヘ・フェルウェ国立公園があり、同公園内にフィンセント・ファン・ゴッホのコレクションで知られるクレラー・ミュラー美術館がある。同美術館のあるオッテルロー村は、エーデの地域に含まれる。